# Le origini di Adriano Celentano vol.2
Le origini di Adriano Celentano vol.2 è una raccolta del cantautore italiano Adriano Celentano, pubblicata dal Clan Celentano nel 1999.

## Storia
Seconda di due raccolte (il primo volume è del 1997) che contengono i primi brani pubblicati dall'artista. Nel 1999 i due CD delle raccolte sono stati inseriti in un cofanetto intitolato Le origini di Adriano Celentano vol.1&2: 1957-1972 (catalogo Sony Music 997 4 96758 2, Clan Celentano 496758 2), che è stato riproposto nel 2012 dalla Universal (catalogo 591 3 00047 7) con tutti i brani rimasterizzati con tecniche digitali.

## Brani
Sono presenti 4 cover:
- Sono un fallito
Versione già incisa in italiano da Gino Santercole in un suo singolo del 1964[2], di cui si può udire un frammento alla fine di questa interpretazione di Celentano. Cover di Busted, canzone in origine interpretata da Johnny Cash e The Carter Family (singolo del 1962 e album Blood, Sweat and Tears del 1963) anche se la versione più nota è quella interpretata da Ray Charles (singolo e album Ingredients in a Recipe for Soul del 1963).
- Questo vecchio pazzo mondo
Versione già incisa in italiano da Gino Santercole in un suo singolo del 1966[3]. cover di Eve of Destruction.
- Non mi dir
Cover del brano Symphonie interpretato nel 1945 sia da Jacques Pills (alias René Ducos), sia da Marlene Dietrich.
- Susanna
Cover di Suzanne, singolo (1983) dei VOF de Kunst (alias "The Art Company"), gruppo olandese specializzatosi successivamente in musica per bambini[4].

## Tracce
Gli autori del testo precedono i compositori della musica da cui sono separati con un trattino.
Il primo è l'anno di pubblicazione del singolo, il secondo quello dell'album; altrimenti coincidono.
1999 CD (997 4 96155 2)
1. Una carezza in un pugno – 2:57 (testo: Luciano Beretta, Miki Del Prete – musica: Gino Santercole, Nando de Luca) – 1968
2. Grazie, prego, scusi – 2:03 (testo: Miki Del Prete, Mogol – musica: Pino Massara) – 1963, album: 1965 e 1966
3. E voi ballate – 2:56 (testo: Miki Del Prete, Nisa – musica: Nello Ciangherotti) – 1965, 1966
4. Eravamo in 100.000 – 2:26 (testo: Luciano Beretta, Miki Del Prete – musica: Adriano Celentano, Mariano Detto) – 1967, 1968
5. Un bimbo sul leone – 3:37 (testo: Luciano Beretta, Miki Del Prete – musica: Gino Santercole, Nando de Luca) – 1968
6. Sono un fallito (Busted) – 3:21 (testo: Miki Del Prete, Don Backy – musica: Harlan Howard) – 1984
7. Questo vecchio pazzo mondo (Eve of Destruction) – 4:00 (testo: Luciano Beretta, Mogol – musica: Philip Gary Sloan, Steven Barry Lipkin) – 1984
8. Chi non lavora non fa l'amore – 3:02 (testo: Luciano Beretta, Micky Del Prete – musica: Adriano Celentano, Nando de Luca) – 1970
9. Viola – 3:47 (testo: Luciano Beretta, Micky Del Prete – musica: Nando de Luca) – 1970
10. Sotto le lenzuola – 4:20 (testo: Luciano Beretta, Miki Del Prete – musica: Adriano Celentano, Alessandro Celentano) – 1971
11. Storia d'amore – 4:55 (testo: Luciano Beretta, Miki Del Prete – musica: Adriano Celentano, Nando de Luca) – 1969
12. Chi ce l'ha con me – 3:18 (testo: Miki Del Prete, Mogol – musica: Pino Massara) – singolo: 1964[2] e 1965, 1965 e 1966 (in due album)
13. Non mi dir (Symphonie) – 2:14 (testo: Miki Del Prete, Claudio Adorni – musica: André Tabet, Alex Alstone) – 1964, 1965 e 1966 (in due album)
14. Susanna (Suzanne) – 4:47 (testo: Sergio Caputo, Miki Del Prete – musica: Caroline Bogman) – 1984
15. Torno sui miei passi – 3:15 (testo: Luciano Beretta, Miki Del Prete – musica: Mariano Detto) – 1967, 1968
16. La storia di Serafino – 3:55 (testo: Luciano Beretta, Miki Del Prete – musica: Adriano Celentano, Carlo Rustichelli) – 1969
17. Un albero di trenta piani – 4:05 (Adriano Celentano) – 1972
18. Il forestiero – 3:37 (testo: Luciano Beretta, Miki Del Prete – musica: Gino Santercole, Nando de Luca) – 1971, 1970
19. L'angelo custode – 2:04 (testo: Piero Vivarelli – musica: Adriano Celentano) – 1964, 1968 (solo sul CD)

## Successo commerciale
Raggiunge la 24ª posizione nella classifica italiana degli album più venduti del 1999, risultando al 153º posto nelle vendite annuali.